# Теодосије Трапезунтски
Теодосије Трапезунтски (грч. Αγιος Θεοδοσιος) је био православни светитељ из 14. века, митрополит Трапезундски.

## Биографија
Рођен је 1300. године у костуријанском селу Горенци, које је тада било под влашћу Тесалске кнежевине Јована Анђела Дуке, у породици средњег сталежа. Класично образовање стекао је у Цариградској патријаршији. Рукоположен је у презвитера, након чега се настанио на Светој Гори, у манастиру Филотеју. Касније је постао игуман манастира и за време његовог управљања 1335. године у манастир се настанио и његов брат Дионисије.
Теодосија су ухватили гусари, али су га хришћани откупили и поново је завршио у Цариграду, где је постао игуман Манганског манастира, а касније 1370. године и митрополит Трапезундски. Сазнавши да је његов брат Теодосије постао митрополит Трапезундски, Дионисије је 1374. отишао код њега да преко њега измоли од цара Алексија Великог Комнина (1349 – 1390) новац за довршење манастира, што је и учинио. Тако је настао данашњи манастир Дионисијат.
Теодосије је умро 1392. године у Трапезуду.
Православна црква помиње светог Теодосија се 11. јануара. 